# Paweł Wojciechowski (ur. 1984)
Paweł Wojciechowski (ur. 30 kwietnia 1984 w Zielonej Górze) – polski piłkarz, grający na pozycji obrońcy w SV Eintracht Elster.

## Kariera
Karierę juniorską rozpoczął w szkółce LSPM Zielona Góra, natomiast karierę seniorską w Lechii Zielona Góra. W Lechii grał od 2002 do 2003 roku. Od 2003 do 2005 roku grał w Górniku Zabrze. Podczas trzech lat spędzonych w Zabrzu rozegrał 34 mecze ligowe i strzelił 1 bramkę. Rozegrał 5 spotkań w Pucharze Polski. W sumie w barwach Górnika rozegrał 39 spotkań. Od 2005 do 2007 roku reprezentował barwy Cracovii. W Krakowskiej drużynie rozegrał 17 meczów ligowych. Rozegrał także 6 spotkań w Pucharze Ekstraklasy i 4 w Pucharze Polski. W sumie w barwach Biało-Czerwonych rozegrał 27 spotkań. W 2007 roku również występował w Młodej Ekstraklasie, rozegrał 9 spotkań. W 2008 roku przeniósł się do Polonii Bytom. W Polonii rozegrał jedynie rundę jesienną z powodu kontuzji. Rozegrał 10 meczów ligowych i 1 w Pucharze Ekstraklasy. W sumie 11 występów w barwach Polonii Bytom. Rundę jesienną w 2008 roku spędził w domu na leczeniu kontuzji. W 2009 roku powrócił po kontuzji do gry w klubie Lechia Zielona Góra. Rozegrał tam 15 spotkań ligowych. W 2009 roku w przerwie letniej przeprowadził się z Zielonej Góry do Gorzowa Wielkopolskiego, gdzie występuje w Stilonie Gorzów.
W Ekstraklasie rozegrał 61 spotkań.